# Reais Jardins Botânicos de Kew
Os Reais Jardins Botânicos de Kew ou Jardins de Kew (em inglês Royal Botanic Gardens, Kew ou Kew Gardens), são dos mais extensos, antigos e prestigiosos jardins botânicos do mundo. Os Kew Gardens, como em geral são conhecidos, constituem um grande complexo de jardins, arboretos e estufas situados num vasto parque localizado entre Kew e Richmond upon Thames, na periferia sudoeste de Londres. Os jardins foram desde a sua origem dirigidos por naturalistas de renome mundial, contando-se entre os seus antigos directores botânicos célebres como William Aiton e Joseph Dalton Hooker. O actual director é Richard Deverell.

## História
Os Kew Gardens tiveram a sua origem nos jardins exóticos mandados plantar por Lord Capel of Tewkesbury, na grande propriedade que então era conhecido por Kew Park. Passados alguns anos, os jardins foram ampliados e engrandecidos por iniciativa da princesa Augusta de Saxe-Gota, a viúva do príncipe Frederico de Gales.
Nesta fase foram construídas diversas estruturas, concebidas pelo arquitecto Sir William Chambers, entre as quais o conhecido pagode chinês, concluído em  1761 e ainda hoje uma das maiores atracções do parque.
Por iniciativa do rei George III a diversidade de plantas presente nos jardins foi enriquecida, tendo para tal recorrido ao talento e saber de alguns dos melhores botânicos da época, nomeadamente William Aiton e Sir Joseph Banks. O antigo Kew Park (então rebaptizado a White House) foi demolido em 1802. Para alargar o parque, George III adquiriu em 1781 a propriedade anexa, então denominada Dutch House,  nela instalando um jardim-de-infância para as crianças da família real. O edifício, em tijolo vermelho, é hoje conhecido por Kew Palace.
Em 1840 os jardins foram instituídos como Jardins Botânicos Nacionais, passando a ter objectivos essencialmente voltados para a investigação cientifica e tecnológica nas áreas da botânica, sistemática e da jardinagem. Sob a direcção do director então nomeado, William Hooker, os jardins foram alargados para 30 ha e a zona de lazer e estudo das árvores, o arboreto, atingiu os 109 ha de área, sendo posteriormente progressivamente alargados até atingir os actuais 120 ha.

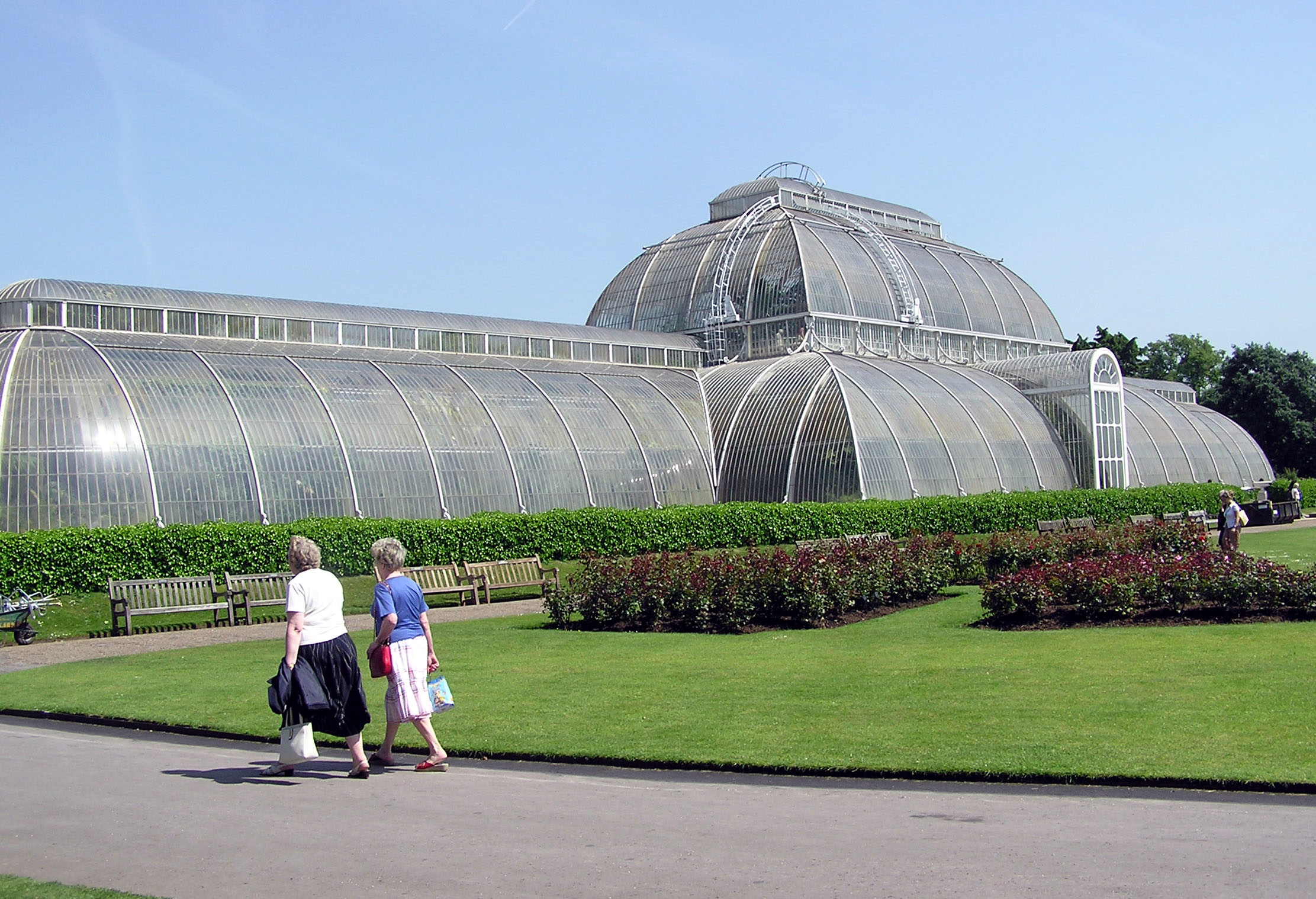
A Palm House, uma das estruturas mais antigas e emblemáticas dos Kew Gardens.

A Palm House foi desenhada pelo arquitecto Decimus Burton e construída pelo especialista em ferro forjado Richard Turner entre 1844 e 1848, sendo o primeiro grande edifício a ser construído recorrendo ao ferro forjado como principal material estrutural. A Temperate House, com sensivelmente o dobro da dimensão da Palm House, foi construída pouco depois. Estas estruturas são as maiores estufas vitorianas existentes e são conhecidas pela elegância estrutural e pelas características então inovadoras dos materiais e técnicas construtivas que foram usadas na sua concepção e construção.

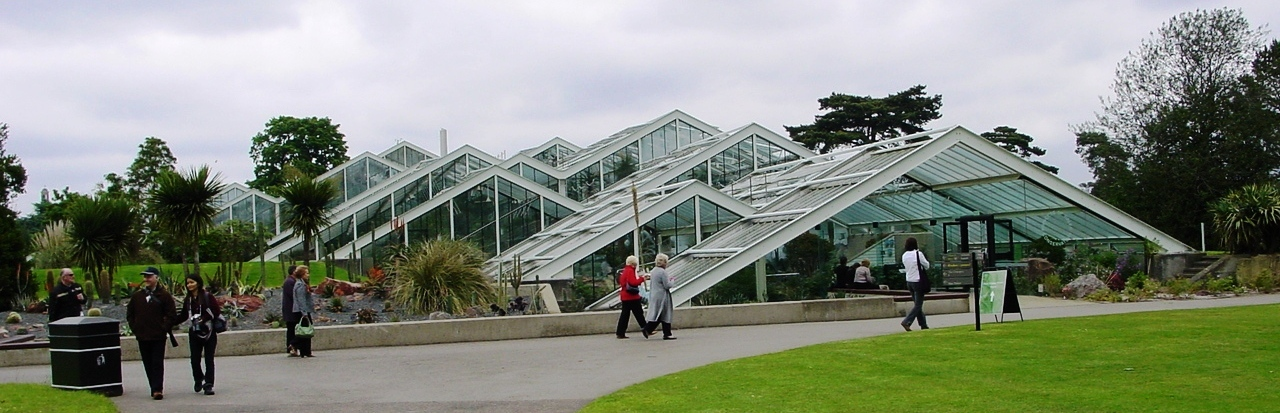
O Princess of Wales Conservatory.

No século XIX foram desenvolvidos com sucesso nos jardins de Kew a investigação que permitiu conhecer a forma de propagação da árvore-da-borracha, abrindo caminho para a expansão da sua cultura para fora da América do Sul e acabando efectivamente com o virtual monopólio brasileiro na produção de borracha.
Em mais um importante passo no crescimento e consolidação dos Kew Gardens, em 1987 foi concluído um novo complexo de estufas, o terceiro maior dos jardins, então baptizado Princess of Wales Conservatory e inaugurado pela princesa Diana de Gales. O nome do complexo de estufas homenageia a predecessora no título, Augusta de Saxe-Gota, a fundadora do Parque de Kew. O novo complexo de estufas alberga plantas provenientes de  10 zonas bio-climáticas diferentes.
Em Julho de 2003, os Reais Jardins Botânicos de Kew foram incluídos nas lista dos sítios considerados como património mundial pela UNESCO.

## Os Jardins de Kew

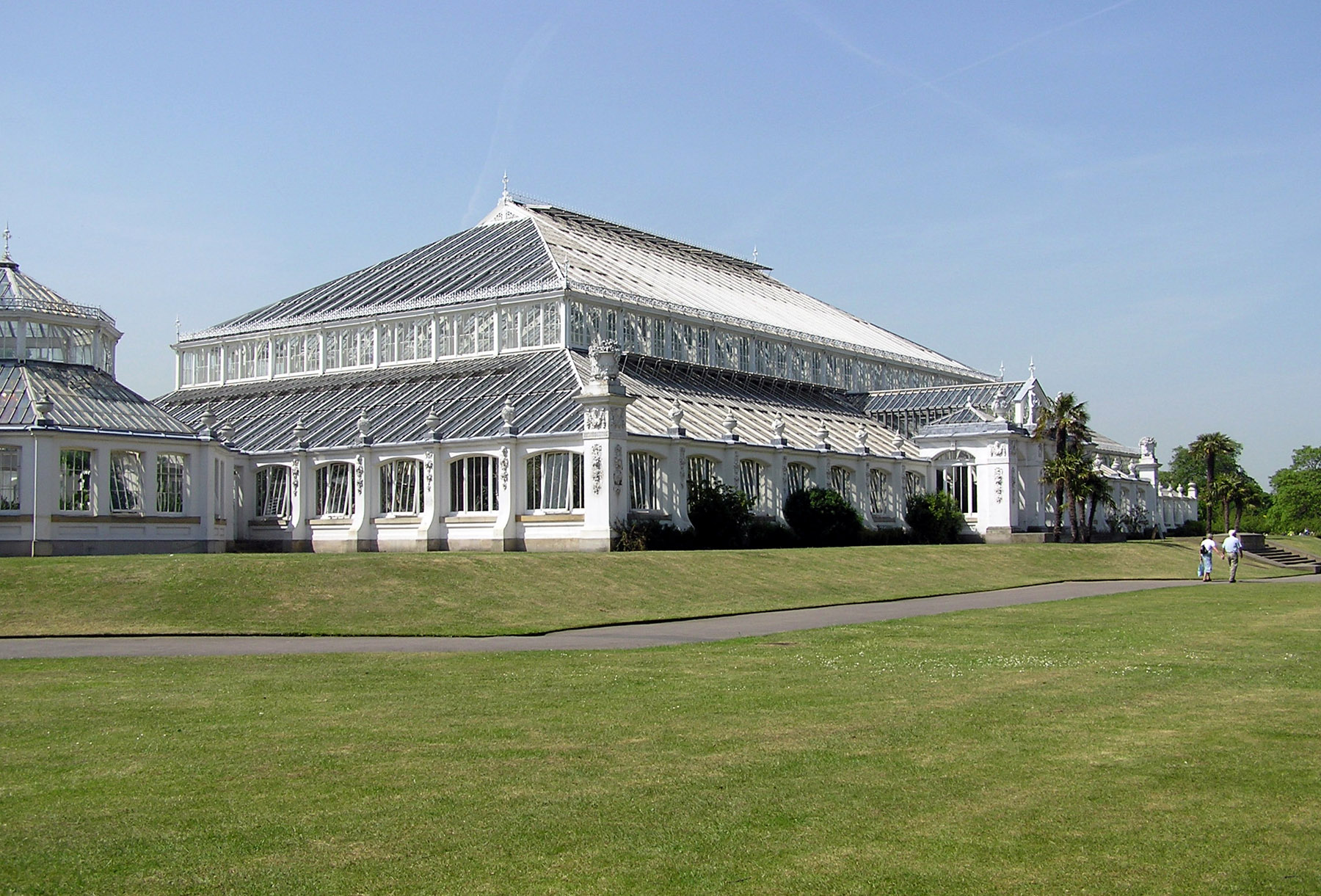
A Temperate House. Esta estufa tem o dobro da área da Palm House, sendo a maior estrutura em ferro e vidro sobrevivente da era vitoriana.

Hoje os Jardins Botânicos de Kew continuam a ser um dos centros de excelência na investigação botânica, um afamado centro de formação profissional em jardinagem e uma das principais atracções turísticas de Londres. 
A estrutura dos jardins é maioritariamente informal, com apenas algumas áreas mantendo o formalismo dos jardins clássicos. Possui extensos complexos de estufas, um herbário e uma coleção micológica, bibliotecas e diversos locais de lazer e restauração.
Apesar das condições ambientais relativamente desfavoráveis (devidas à poluição atmosférica de Londres, aos solos propensos à secura e à baixa pluviosidade do local), Kew é considerada pelo Guinness World Records a maior e mais abrangente coleção de plantas do mundo com cerca de 17 000 espécies diferentes.
Como forma de expandir as colecções em locais mais favoráveis, Kew estabeleceu jardins em Wakehurst Place, no Sussex, e, numa operação conjunta com a Forestry Commission Britânica, no Bedgebury Pinetum, em Kent, esta última estrutura especializada na cultura de coníferas.

## O pagode chinês

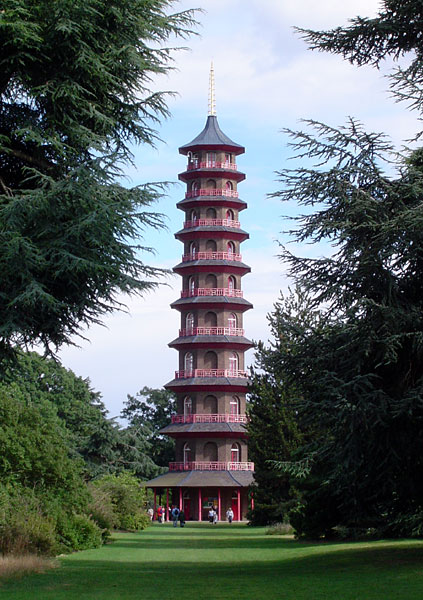
O pagode chinês.

Numa das estremas dos Kew Gardens situa-se o Pagode, uma estrutura desenhada pelo arquitecto William Chambers e construída no ano de 1762. A construção pretendeu ser uma imitação de um pagode chinês da época Taa e destinava-se a aumentar o exotismo do parque, então ainda concebido como um jardim exótico. O Pagode é uma grande estrutura, tendo o primeiro dos seus dez andares octogonais um diâmetro de 15 metros. A estrutura tem o seu ponto mais elevado a 50 metros acima do solo.
Cada andar é rodeado por um telhado pontiagudo, ao estilo chinês, originalmente recoberto por telhas cerâmicas vermelhas e adornado por grandes dragões brancos. Diz-se que os dragões terão sido vendidos pelo rei George IV para pagar dívidas.
As paredes do edifício são construídas por tijolo cerâmico muito endurecido. A escadaria interior tem 253 degraus e ocupa o eixo central do edifício.
O Pagoda esteve fechado ao público durante muito tempo, mas está prevista a sua reabertura no Verão de 2006, após a realização de um projecto de reabilitação arquitectónica da responsabilidade da reputada firma internacional Wilkinson Eyre.

## Os museus e a galeria

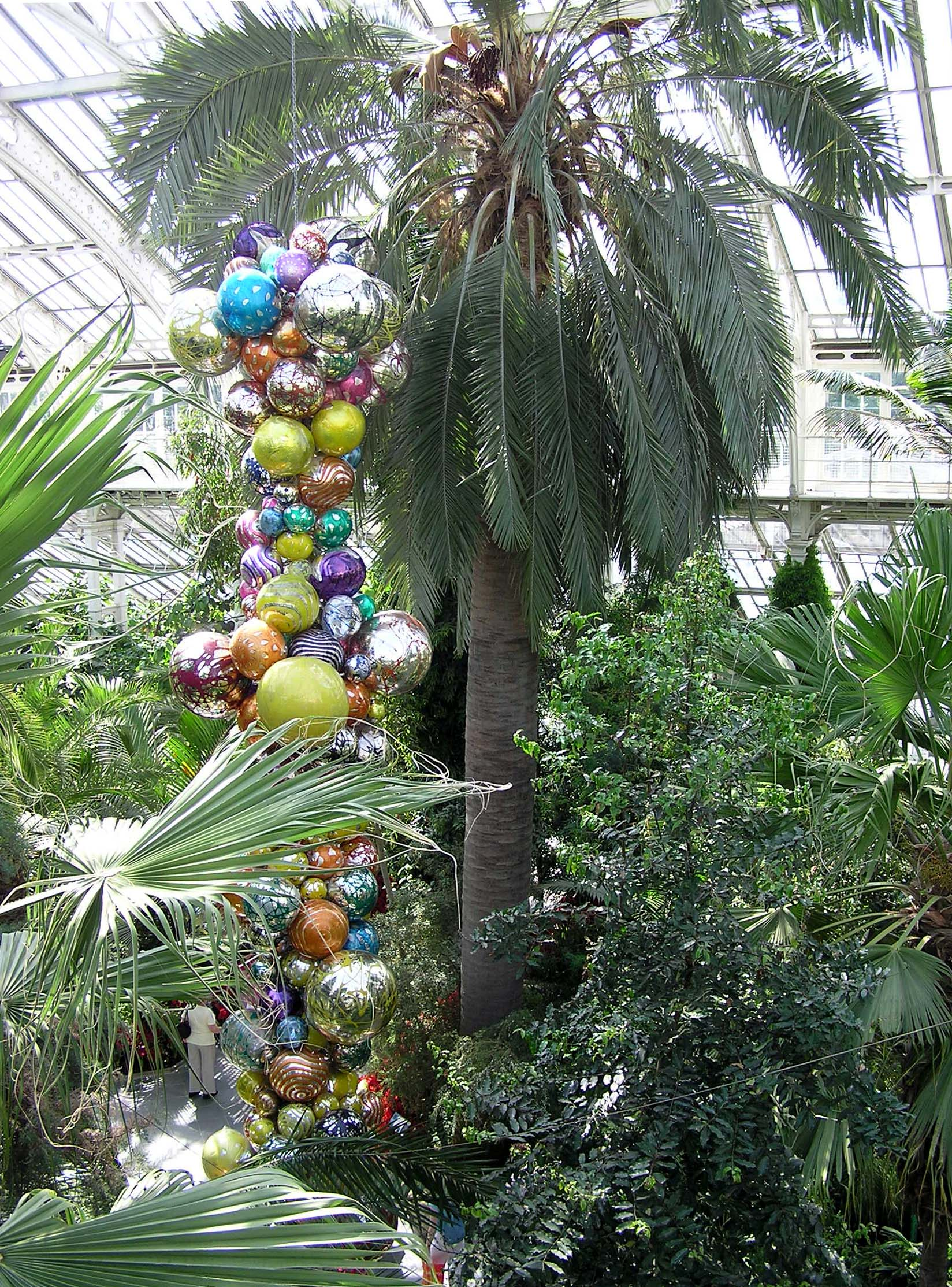
A palmeira-do-Chile da Temperate House de Kew, uma das plantas de interior mais altas do mundo.

Nas proximidades da Palm House está localizado o "Museum 1", um edifício inaugurado em 1857, concebido por Decimus Burton para alojar uma exposição permanente de plantas e artefactos que ilustrasse a dependência da humanidade face às plantas. Hoje aloja a colecção de botânica económica, incluindo ferramentas agrícolas, ornamentos, tecidos e vestuário, alimentos, madeiras e medicamentos de origem vegetal. O edifício e a colecção foram requalificados em 1998. Os andares superiores são um centro para actividades educativas e parte da colecção passou a constituir a exposição permanente Plants+People, destinada a a exibir o relacionamento de diversas culturas com a vegetação e com as plantas.
A Marianne North Gallery foi construída na década de 1880 para  alojar a colecção de pintura de Marianne North (1830-1890), uma naturalista de renome e autora de ilustrações botânicas, filha de um membro do parlamento britânico, que viajou longamente pelas Américas do Norte e do Sul e por muitas partes da Ásia com o objectivo de pintar plantas. A colecção contém 832 pinturas.
Para além das exposições permanentes, os Jardins de Kew têm vindo a alojar exposições temporárias de vária natureza, com realce para as temáticas relacionadas com o mundo vegetal e a jardinagem. Na fotografia ao lado podem ver-se gigantescas bolas em vidro colorido, parte de uma exposição temporária de escultura contemporânea da autoria de Dale Chihulym. A palmeira que lhe serve de fundo é um exemplar de palmeira-do-Chile, semeada em 1846 e hoje com 16 m de altura e ainda em pleno crescimento. É uma das plantas mais altas que se conhece estarem situadas no interior de uma estrutura construída. Ao lado está a crescer outro exemplar da mesma espécie, em antecipação do dia em que a palmeira original terá de ser abatida por já não caber no interior da estufa. A grandeza da palmeira pode ser avaliada por comparação com o visitante adulto, visível na parte inferior esquerda da fotografia.
Em resultado do festival Japan 2001 ali realizado, os Jardins de Kew adquiriram uma casa de madeira japonesa designada por Machiya, ou minka. O edifício foi originalmente construído cerca do ano 1900 num subúrbio da cidade japonesa de Okazaki. Artífices japoneses remontaram a estrutura nos jardins e artesão britânicos, que tinham trabalhado no Globe Theatre reconstituíram os panos de parede em adobe.

## Atividades profissionais
Herbário
O herbário do Kew é um dos maiores do mundo, com mais de 7 milhões de espécimes, usadas primariamente em estudos de taxonomia vegetal. É rico em espécimes tipo de todas as regiões do mundo, especialmente dos trópicos.
Em colaboração com os herbários da Universidade de Harvard e com o Australian National Herbarium, o Herbário de Kew está a desenvolver uma base de dados, operada sob a égide do International Plant Names Index (IPNI), destinada a produzir uma fonte de informação segura e credível sobre a nomenclatura de plantas, com destaque para cultivares hoje em desuso.
Banco de Sementes do Milênio
O Kew é também um importante repositório de sementes, mantendo um importante banco de germoplasma - o Projeto Banco de Sementes do Milênio, com relevância para a conservação de múltiplas espécies de plantas ameaçadas de extinção no seu ambiente natural.
Biblioteca e Arquivos
O departamento de arquivos e bibliotecas do Kew retém uma das maiores coleções botânicas do mundo, com mais de meio milhão de itens, incluindo livros, ilustrações botânicas, fotografias, cartas e manuscritos, jornais e periódicos e mapas. As bibliotecas de botânica econômica e micologia foram recentemente unidas à biblioteca do Jodrell Laboratory, onde ficam os laboratórios de fisiologia e anatomia vegetal bem como de estudos genéticos e moleculares em plantas.
Horticultura forense
O Kew também dá apoio a forças policiais ao redor do mundo na identificação de materiais vegetais que podem ter papel importante como provas ou evidências em casos.

## Acesso
Kew Gardens está localizado no sudoeste de Londres, entre os distritos de Richmond e Kew. A linha verde do metrô (District line) leva do centro de Londres à estação Kew Gardens em aproximadamente 30 minutos. Da estação, são 10 minutos de caminhada, até um dos portões: o Victoria Gate.